# Acarajé

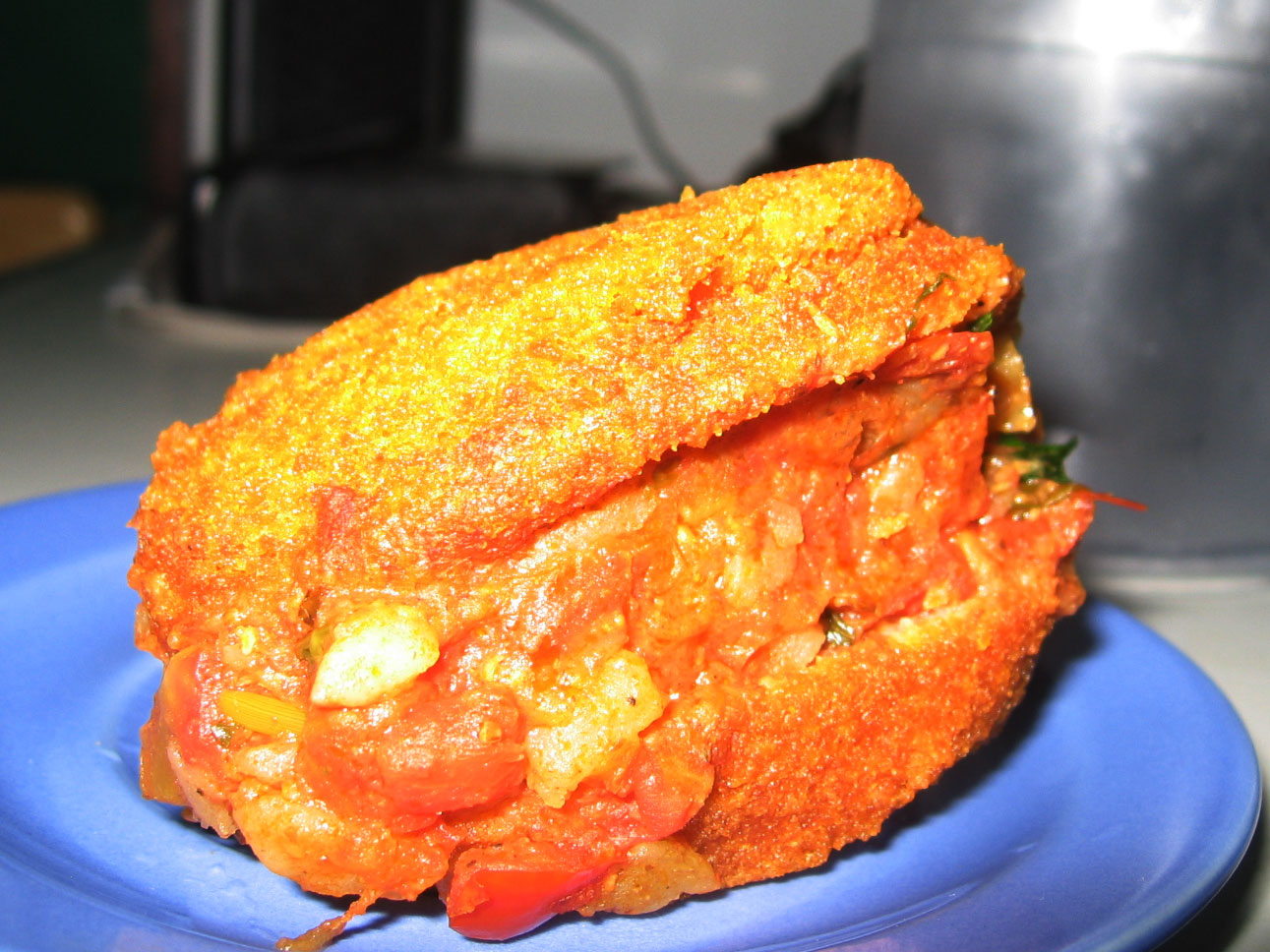
Acarajé feito

O acarajé é uma especialidade gastronômica das culinárias africana e afro-brasileira. Trata-se de um bolinho feito de massa de feijão-fradinho, cebola e sal, e frito em azeite de dendê. Na África Ocidental, onde consiste uma comida de rua muito comum, é servido com pimenta em pó ou molho de tomate picante. Já no Brasil, especialmente na Bahia, é servido com pimenta, camarão seco, caruru e vatapá (também uma iguaria africana), sendo relativamente comum a adição de vinagrete. O acarajé faz parte do café da manhã nigeriano.

## Outros nomes, grafias e etimologia
No continente africano é conhecido como akara, e especificamente no norte da Nigéria é também chamado de kosai. Em Gana, por sua vez, a iguaria é mais conhecida como koose. Na África, na língua iorubá, é chamado de àkàrà, que significa "bola de fogo", enquanto que je possui o significado de "comer". "Acará" também é o nome de um pedaço de algodão embebido em azeite que era colocado em chamas e engolido pelos filhos de santo para estes provarem que estavam em transe, nos rituais de candomblé (daí, a expressão "bola de fogo").

## História
O acarajé dos Iorubás da África Ocidental (Togo, Benim, Nigéria, Camarões), que corresponde à iguaria consumida no Brasil, é semelhante ao faláfel árabe do Oriente Médio. Os árabes levaram essa iguaria para a África em diversas incursões entre os séculos VII e XIX. As favas secas e grão de bico do faláfel foram substituídos pelo feijão-fradinho na África.
Durante o comércio atlântico de escravos, o acarajé foi trazido ao Brasil pelas pessoas escravizadas. Manuel Querino, em descrição etnográfica do acarajé no livro "A arte culinária na Bahia" (1916), conta que "no início o feijão-fradinho era ralado na pedra, de 50 centímetros de comprimento por 23 de largura, tendo cerca de 10 centímetros de altura. A face plana, em vez de lisa, era ligeiramente picada por canteiro, de modo a torná-la porosa ou crespa. Um rolo de forma cilíndrica, impelido para frente e para trás, sobre a pedra, na atitude de quem mói, triturava facilmente o milho, o feijão, o arroz".

## Acarajé de orixá

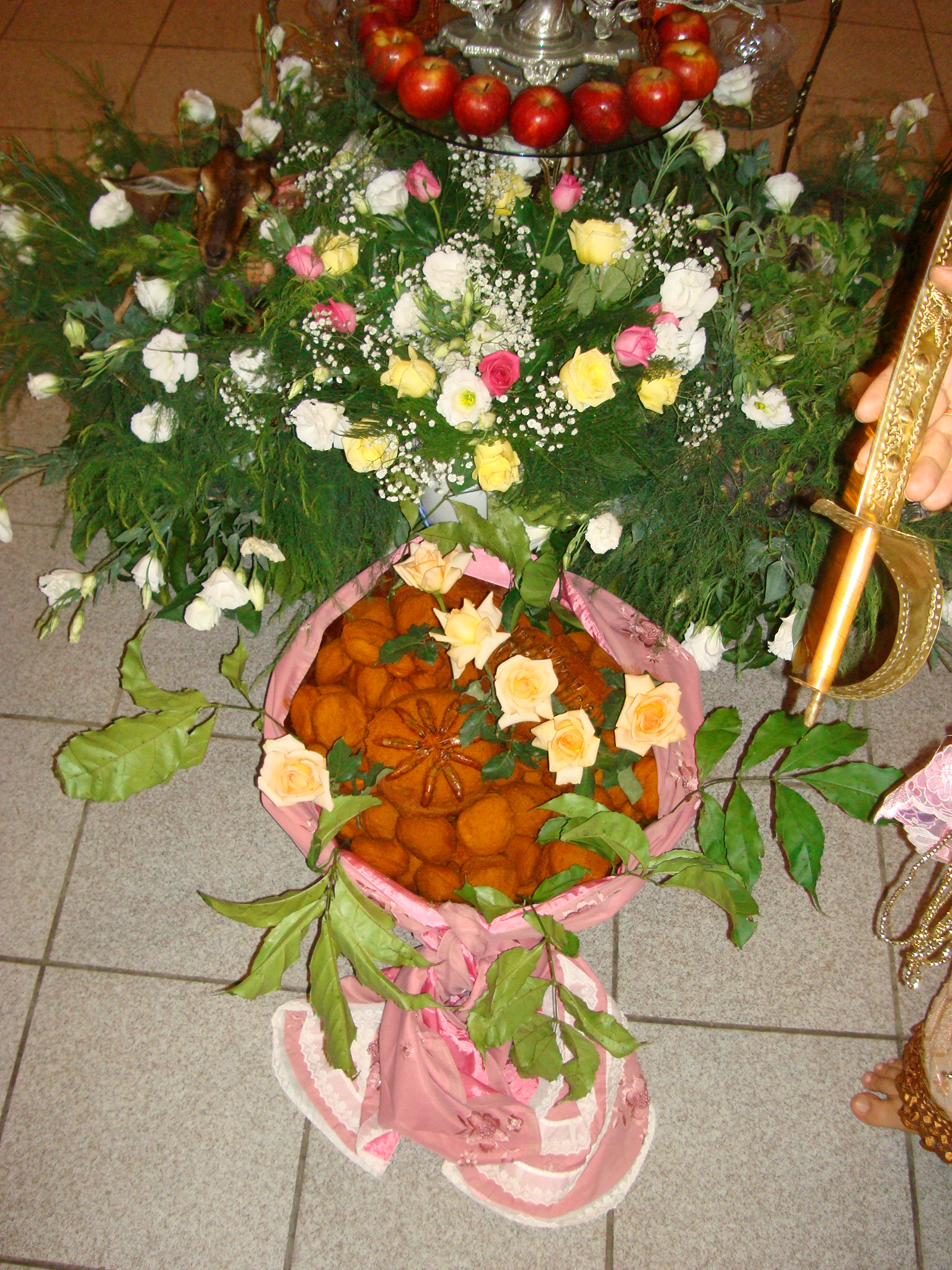
Acará, akará ou acarajé, comida ritual do candomblé

O acarajé é uma comida ritual da orixá Iansã. O acarajé é um bolinho característico do candomblé. Sua origem é explicada por um mito sobre a relação de Xangô com suas esposas, Oxum e Iansã. O bolinho se tornou, assim, uma oferenda a esses orixás. O acarajé é feito com feijão-fradinho, demolhado e moído para a obtenção de uma massa fina, à qual é acrescentada cebola ralada e um pouco de sal. O acarajé é frito em azeite de dendê. O primeiro acarajé é oferecido a Exu. Os seguintes são ofertados aos orixás para os quais estão sendo feitos. O acará oferecido ao orixá Iansã diante do seu Ibá orixá é feito num tamanho de um prato de sobremesa na forma arredondada e ornado com nove ou sete camarões defumados, confirmando sua ligação com os odus odi e ossá no jogo do merindilogum (cercado de nove pequenos acarás, simbolizando mensan orum, nove planetas). O acará de Xangô tem uma forma oval imitando o cágado, que é seu animal preferido, e cercado com seis ou doze pequenos acarás de igual formato, confirmando sua ligação com os odus Obará e Ejilaxeborá.

## Acarajé da Bahia

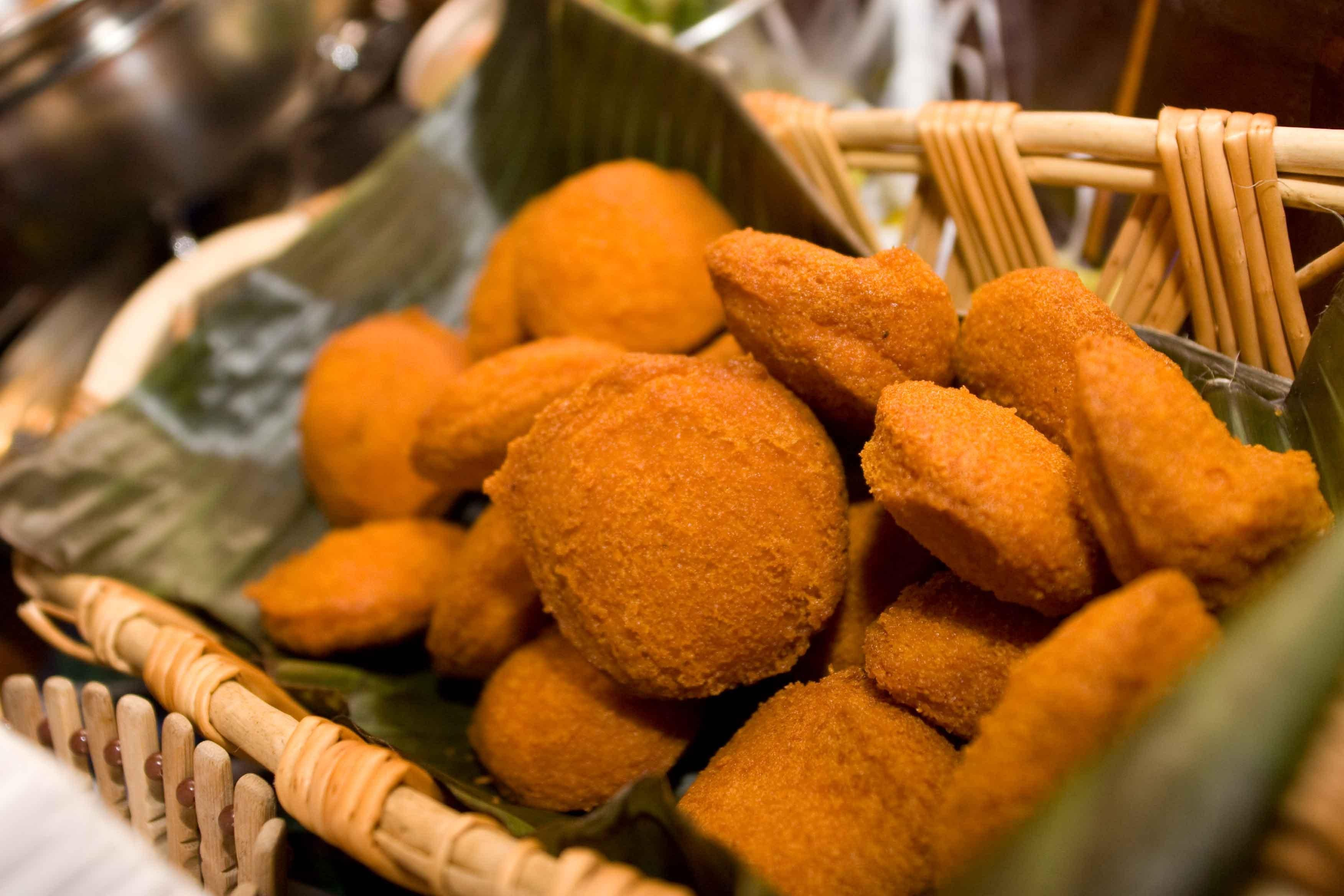
Acarajé da baiana

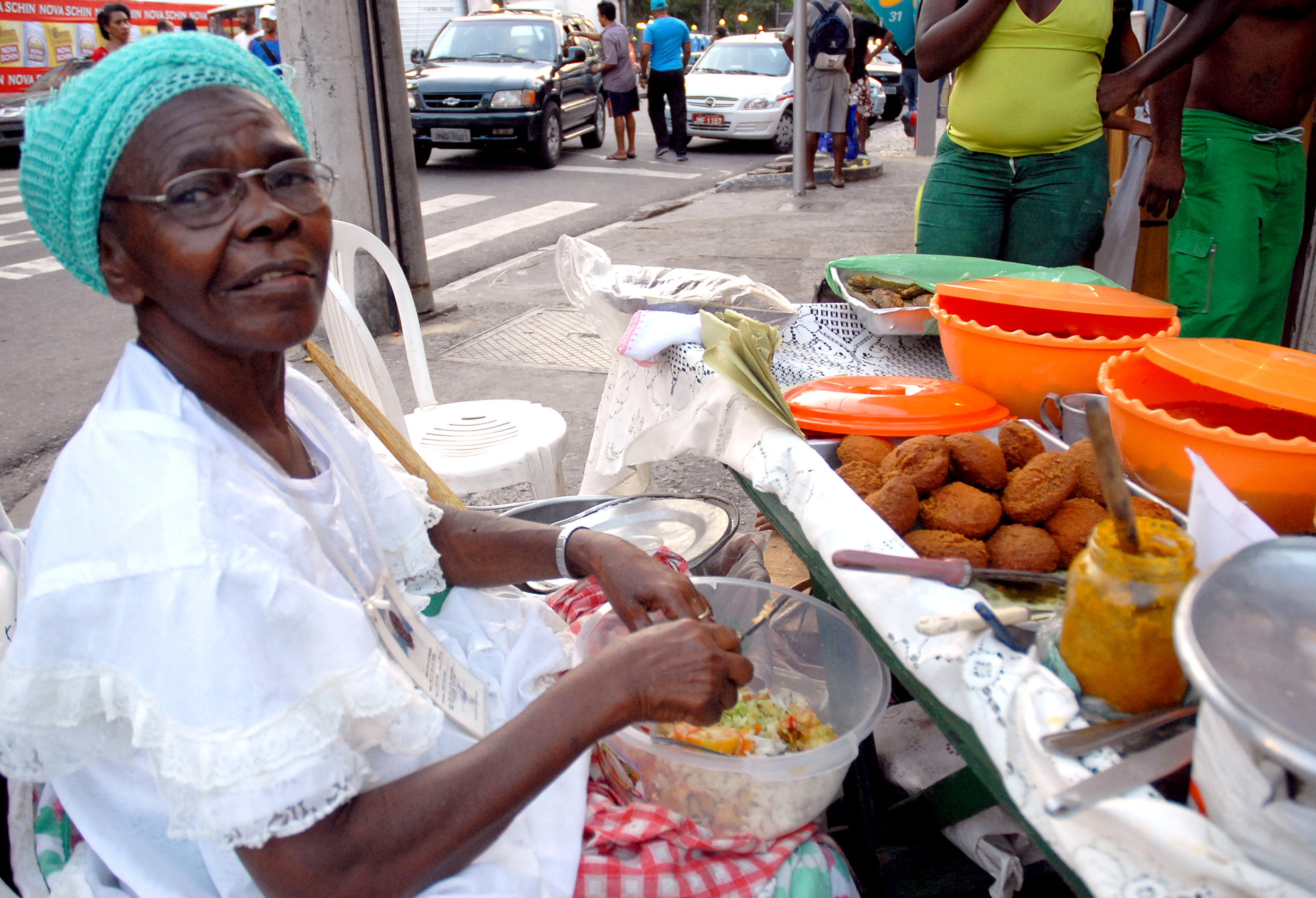
Baiana vendendo acarajé nas ruas de Salvador

O acarajé também é um prato típico da culinária baiana e um dos principais produtos vendidos no "tabuleiro da baiana" (nome dado ao recipiente usado pela baiana do acarajé para expor os alimentos), que são mais carregados no tempero e mais saborosos, diferentes de quando feitos para o orixá.
A forma de preparo do acarajé da baiana é praticamente a mesma em relação ao acarajé de orixá: a diferença está no modo de ser servido. Ele pode ser cortado ao meio e recheado com vatapá, caruru, camarão refogado e pimenta.
O acarajé tem similaridade com o abará, diferindo apenas na maneira de cozer. O acarajé é frito, ao passo que o abará é cozido no vapor.
Os ingredientes do acarajé são: meio quilograma de feijão-fradinho descascado e moído; 150 gramas de cebola ralada; uma colher de sobremesa de sal ou a gosto; e um litro de azeite de dendê para fritar. O recheio de camarão é feito com 2/3 xícara de azeite de dendê, 3 cebolas picadas, alho a gosto, 700 gramas de camarão defumado sem casca refogados por 10 a 15 minutos. É possível acrescentar caruru, vatapá e pasta de pimenta malagueta refogada no dendê.